# 公害地域再生センター
公益財団法人公害地域再生センター（こうがいちいきさいせいセンター）は大阪市西淀川区にある公益財団法人である。愛称は、『あおぞら財団』。

## 概要
日本最大級の原告を抱える西淀川公害訴訟問題で、1995年、被告となった企業9社と原告との間で和解が成立し、西淀川地域の復興・再生に努めることを確認。この和解金の一部を基として1996年、環境庁許可の財団法人として設立され、2011年7月、一般法人から公益法人に昇格が認められた。
公害地域を復興させるために環境面だけでなく、住民の健康や経済優先の開発で損なわれたコミュニティーの再生、地域や企業・住民と協力・協賛することによって実現し、新しい地域づくりの進め方にも取り組む。

## 関連事業
- 自転車文化タウンづくりの会

自転車は環境にやさしい乗り物として、また健康グッズとしても親しまれている。その利便性のある自転車を多くの市民に利用してもらうことを目的に「自転車力を生かした文化に満ちる街づくり」（自転車文化タウン作り）の推進を目指して、あおぞら財団を中心に自治体や有識者らと協働で、自転車文化作りに貢献するために行っている分科会である。